# Archontat
Sauf précision contraire, les dates de cet article sont sous-entendues « avant l'ère commune » (AEC), c'est-à-dire « avant Jésus-Christ ».
 (décembre 2023).
Si vous disposez d'ouvrages ou d'articles de référence ou si vous connaissez des sites web de qualité traitant du thème abordé ici, merci de compléter l'article en donnant les références utiles à sa vérifiabilité et en les liant à la section « Notes et références ».
L'Archontat est la période pendant laquelle un archonte était en fonction. À Athènes, l'archontat fut d'abord une transformation de la royauté, entourée de détails légendaires. En 683 ou 682 av. J.-C., est institué un collège annuel de neuf archontes, dont les trois premiers se partageaient les anciennes prérogatives de la royauté. L' archonte éponyme (donnant son nom à l'année) était le protecteur des veuves et des orphelins, le gardien des droits des familles. L'archonte-roi, chargé des fonctions religieuses, jugeait les crimes d'impiété et d'homicide. Le polémarque commandait l'armée, et jugeait entre les citoyens et les étrangers. Les six derniers, les thesmothètes, s'occupaient de toutes les autres causes. 
Tous étaient primitivement choisis parmi les eupatrides ou les nobles. Mais Solon fit de l'archontat le privilège de la première classe de citoyens, les plus riches. Vers 487 av. J.-C., Thémistocle le rendit accessible à tous les citoyens d’Athènes grâce à la démocratie. Les archontes étaient tirés au sort (un par tribu), et leur personne était sacrée ; leur couronne de myrte les faisaient reconnaître. À leur sortie de charge, ils entraient à l'aréopage. L'archontat perdit de son importance vers la fin du Ve siècle, mais subsista longtemps, et des archontes sont mentionnés jusqu'au Ve siècle de notre ère.